# Арокс и Штёр
«Арокс и Штёр» — первый концертный альбом группы «Аквариум».
Запись сделана в ДК им. Луначарского — в Москве, в Ботаническом саду 6 января 1982 года, но на обложке диска указано 7 января). Официальный бутлег (слова-перевёртыши, то есть полученные реверсивным воспроизведением, из композиции «Поэзия» на «Треугольнике» (Арокс — скоро, Штёр — прочь)). Альбом был выпущен в 1995 году студией «Триарий», в 1996 году — «Отделением „Выход“». Концерт был организован и записан клубом имени Рокуэлла Кента. При издании использовались записи из коллекций Олега Андрюшина и Алексея Ипатовцева; фотографии, сделанные Игорем Простаковым и оригинальная обложка, предоставленная Александром Старцевым и Вадимом Кондрадтом.

Мы поехали в Москву, но Женька уже поехать с нами не смог. И, порепетировав один раз, мы поехали с Петей Трощенковым. Этот концерт в ДК им. Луначарского был записан и впоследствии выпущен на бутлеге под названием «Арокс и Штер». Боб категорически отказался петь «В поле ягода навсегда», и я взял на себя смелость спеть её сам, но забыл начало одного куплета, что очень хорошо слышно на записи. Эта песня была инспирирована статьёй в журнале «Ровесник», в которой песня Strawberry Fields Forever была переведена таким идиотским образом.
— Всеволод Гаккель

## Участники записи
- Б. Гребенщиков — голос, гитара, электрогитара
- А. Романов — флейта, пианино, голос
- В. Гаккель — индустриальная виолончель, голос
- М. Файнштейн — бас-гитара
- А. Ляпин — электрогитара
- П. Трощенков — ударные

## Список композиций
Автор всех песен — Б. Гребенщиков, за исключением «Ляпин’с блюз» — автор А. Ляпин
1. Пепел (4:09)
2. Сентябрь (5:35)
3. Марина (3:37)
4. Пустые места (4:17)
5. Мы никогда не станем старше (17:51)
6. Холодное пиво (6:00)
7. Мой друг музыкант (9:13)
8. Сыновья молчаливых дней (7:47)
9. Прекрасный дилетант (5:01)
10. Ляпин’с блюз (3:14) — инструментал
11. В поле ягода навсегда (2:57)
12. Вавилон (4:44)
13. Grand finale (1:28)